# Тайсон, Иэн
Иэн Доусон Тайсон CM AOE (англ. Ian Dawson Tyson; 25 сентября 1933 года, Виктория (Британская Колумбия), Канада — 29 декабря 2022 года) — канадский певец и поэт-песенник. Наиболее известен как один из участников дуэта Ian & Sylvia, созданного им вместе с супругой Сильвией Тайсон. Песни «Four Strong Winds» и «Someday Soon», написанные им для дуэта, получили в Канаде значительную популярность и признание критиков.

## Биография
Иэн Тайсон родился в семье британских иммигрантов и рос в Дункане, Британская Колумбия. Начал заниматься музыкой под влиянием коллеги канадского кантри-артиста Уилфа Картера. Дебют состоялся в качестве певца в кафе Heidelberg Café в Ванкувере в 1956 году, где он выступал с рок-н-ролльной группой The Sensational Stripes. В 1958 году окончил Ванкуверскую школу искусств.

## Карьера
После учёбы Тайсон переехал в Торонто. Работал коммерческим художником. Его певческая карьера началась с местных клубов, в которых он иногда выступал. Позже, в 1959 году, стал петь дуэтом с Сильвией Фрикер. К началу 1959 года Тайсон и Фрикер работали неполный рабочий день в «Виллидж корнер», выступая дуэтом «Ian and Sylvia». Пара стала полноценным музыкальным дуэтом в 1961 году, три года спустя они поженилась. В 1969 году они сформировали и возглавили группу «Большая Крапчатая Птица». За годы совместной жизни пара выпустила 13 альбомов фолк-и кантри-музыки.
С 1970 по 1975 год Тайсон вёл на CTV национальную телевизионную программу The Ian Tyson Show, известню в свой первый сезон как Nashville North. Сильвия Тайсон и их группа часто появлялись в эфире.
В 1980 году Тайсон стал сотрудничать с музыкальным менеджером и продюсером Нилом МакГонигиллом из Калгари. В этот период своей жизни Тайсон решил сконцентрироваться на кантри и ковбойской музыке, в результате чего в 1983 году на Columbia Records вышел хорошо принятый альбом Old Corrals and Sagebrush, выпущенный.
В 1989 году Тайсон был включён в Зал славы канадской кантри-музыки.
В 2005 году слушатели программы CBC Radio One 50 Tracks: The Canadian Version выбрали песню Тайсона Four Strong Winds как лучшую канадскую песню всех времён, а вот борьбу за звание «Величайшего канадца» он проиграл. Тайсон оказал сильное влияние на многих исполнителей, в первую очередь канадских. Так, в 1968 году Джуди Коллинз записала свою версию песни Someday Soon. Нил Янг записал тайсоновскую Four Strong Winds для своего альбома Comes a Time (1978). Эту же песню Джонни Кэш записал для своего альбома American V: A Hundred Highways (2006).
Боб Дилан и The Band записали тайсоновскую песню One Single River в Вудстоке (штат Нью-Йорк) в 1967 году. Запись можно найти на неизданном альбоме Genuine Basement Tapes, vol. I.
В 2006 году Тайсон получил необратимые рубцы на голосовых связках в результате концерта на фестивале Havelock Country Jamboree, а год спустя заразился вирусом во время полёта в Денвер. Всё это заметно ухудшило замечательный голос Тайсона, которыми он был известен; сам он назвал свой новый голос «гравийным». Тем не менее, он выпустил в 2008 году альбом From Yellowhead to Yellowstone and Other Love Stories, получивший высокие оценки критиков. Тайсон был номинирован на премию Canadian Folk Music Awards 2009 как сольный артист года. В альбом вошла песня о канадском хоккейном телешоу Доне Черри и кончине его жены Роуз, редкая кавер-версия Тайсона, написанная автором песен из Торонто Джеем Эймаром.
Сильвия присоединилась к Иэну, чтобы спеть их фирменную песню Four Strong Winds на 50-й годовщине Mariposa Folk Festival 11 июля 2010 года в Ориллии (Онтарио). 
Тайсон написал книгу для подростков о своей песне «La Primera», названную La Primera: The Story of Wild Mustangs.

## Награды
- член ордена Канады (1994);
- Премия генерал-губернатора за достижения и вклад в области исполнительского искусства (2003)[11].
- член ордена Превосходства Альберты[англ.] (2006)[12].

В 1989 году Тайсон был введён в члены канадского Зала славы кантри-музыки. В 1992 году Иэн Тайсон и его супруга стали членами Канадского музыкального зала славы.
В 2005 году в программе CBC Radio One 50 Tracks песня Тайсона Four Strong Winds была названа величайшей канадской песней всех времен.